# Sfârșitul vacanței (film)
Sfârșitul vacanței (titlul original: în poloneză Koniec wakacji) este un film dramatic polonez, realizat în 1975 de regizorul Stanislaw Jedryka, după un roman pentru tineret de Janusz Domagalik publicat în 1966., protagoniști fiind actorii Marek Sikora, Agata Siecińska, Józef Nalberczak, Tadeusz Białoszczyński și Bolesław Płotnicki. 

## Rezumat
Jurek, în vârstă de cincisprezece ani, urmează să-și petreacă vacanța acasă, în Silezia. După ce s-a întors de la școală, nu-și găsește mama și nici lucrurile ei. Tatăl său îi spune o poveste despre plecarea bruscă a mamei sale la un sanatoriu, dar băiatul nu prea crede. Jurek are o presimțire rea în legătură cu mama sa. Vrea să vorbească cu tatăl său ca să afle motivele deciziei mamei sale, dar tatăl lui îi dă explicații vagi. Jurek pleacă la Varșovia, la mătușa sa, sora mamei sale, și acolo află adevărul amar...

## Distribuție
- Marek Sikora – Jurek
- Agata Siecińska – Elżbieta
- Józef Nalberczak – tatăl lui Jurek
- Tadeusz Białoszczyński – profesorul Pilarski "Parasol"
- Bolesław Płotnicki – bunicul lui Jurek
- Krystyna Borowicz – Ewa Chmielewska, mătușa lui Jurek
- Halina Buyno-Łoza – bunica lui Jurek
- Teofila Koronkiewicz – vecina lui Lepiszewska
- Jerzy Bończak – minerul Rudolf
- Emir Buczacki – medicul de pe ambulanță
- Henryk Bąk – secretarul de partid la mină
- Witold Dederko – bătrânul pe carusel
- Jan Himilsbach – bărbatul cu un cățeluș în gară
- Marek Kondrat – Staszek Chmielewski, vărul lui Jurek; rol dublat de Krzysztof Stroiński
- Krzysztof Kowalewski – profesorul; rol dublat de Bogusław Sochnacki
- Włodzimierz Nowak – un soldat care conduce un cal
- Alfred Polok –
- Małgorzata Stępniak – Irka
- Roman Burkot – blondul
- Jacek Czuta – Zbyszek
- Krzysztof Głuszek –
- Henryk Gołębiewski – un membru de bandă
- Tomasz Olszak – un membru de bandă
- Marek Orzechowski – un membru de bandă
- Andrzej Piechocki – Jasio
- Wojciech Zimecki – Adam